# Acadiensis
Acadiensis – kanadyjski kwartalnik regionalny wydawany w Saint John, w Nowym Brunszwiku w latach 1901–1908, koncentrujący się na sprawach historii i kultury prowincji nadmorskich (Nowy Brunszwik, Nowa Szkocja, Wyspa Księcia Edwarda). Nazwa czasopisma została ukuta od obejmującej te tereny Akadii. Przez cały okres wydawania przy wsparciu New Brunswick Historical Society wydawcą, redaktorem i głównym autorem zamieszczanych tekstów był David Russell Jack, w czasopiśmie publikowali swoje prace także William Francis Ganong, William Odber Raymond, Jonas Howe, Clarence Ward, R.R. McLeod i Gilbert O. Bent. Pomimo współczesnego uznania za bardzo ważne kanadyjskie czasopismo okresu pierwszej dekady XX w. przestało się ono ukazywać ze względów finansowych, nigdy nie osiągając zadowalającego odbioru poza miejscem wydawania.